# Bledisloe Glacier
Bledisloe Glacier är en glaciär i Antarktis. Den ligger i Östantarktis. Australien gör anspråk på området. Bledisloe Glacier ligger 1 689 meter över havet.
Terrängen runt Bledisloe Glacier är huvudsakligen platt, men åt sydväst är den kuperad. Trakten är obefolkad. Det finns inga samhällen i närheten.